# قرض گرفته شده (فیلم)
قرض گرفته شده (به انگلیسی: Something Borrowed) فیلمی محصول سال ۲۰۱۱ و به کارگردانی لوک گرینفیلد است. در این فیلم بازیگرانی همچون کیت هادسن، جنیفر گودوین، جان کرازینسکی، کالین اگلسفیلد، استیو هاوی، پیتون لیست، اشلی ویلیامز، جف پیرسون و جیل آیکن‌بری ایفای نقش کرده‌اند.